# Alicia Rhett
Alicia Rhett (Savannah, 1º febbraio 1915 – Charleston, 3 gennaio 2014) è stata un'attrice e pittrice statunitense.
È ricordata per avere interpretato un ruolo secondario, quello di Lydia Wilkes, in Via col vento (1939). 
È morta nel 2014, all'età di 98 anni: al momento del decesso era il componente del cast di Via col vento più anziano fra quelli ancora in vita insieme a Olivia de Havilland.

## Infanzia
Alicia Rhett nacque a Savannah, in Georgia, il 1º febbraio del 1915. Sua madre, Isabelle Murdoch, era un'immigrata inglese, mentre suo padre, Edmund M. Rhett, era un generale statunitense che lavorava alla base militare di Savannah. Durante la prima guerra mondiale il padre di Alicia morì, determinando il trasferimento di moglie e figlia a Charleston, nella Carolina del Sud. Qui la giovane Alicia iniziò a recitare in alcuni spettacoli teatrali.

## La grande occasione
Nel 1936 Alicia Rhett stava recitando in "Lady Windermere's Fan", quando il produttore e regista hollywoodiano George Cukor la scoprì e la volle presentare per il ruolo di Rossella O'Hara in Via col vento. La Rhett non superò il provino e così provò a candidarsi per il ruolo di Melania Hamilton: tuttavia non riuscì ad ottenere nemmeno questa parte, ma venne scelta invece per interpretare Lydia Wilkes. 
Nel 1940 lasciò Hollywood per ritornare a Charleston e, dal 1941, non recitò mai più. Qualche anno dopo inizierà a lavorare in radio come annunciatrice.

## Pittrice ed illustratrice
Dopo essere ritornata a Charleston, la Rhett intraprese anche la carriera di pittrice ed illustratrice di libri.

## Filmografia
- Via col vento (Gone with the Wind), regia di Victor Fleming (1939)